# Donnybrook (Australia Occidentale)
Donnybrook è una città situata nella regione di South West, in Australia Occidentale; essa si trova 210 chilometri a sud di Perth ed è la sede della Contea di Donnybrook-Balingup. Al censimento del 2006 contava 1.933 abitanti.